# Bermuda ai Giochi della XIV Olimpiade
Bermuda partecipò ai Giochi della XIV Olimpiade, svoltisi a Londra, dal 20 luglio al 14 agosto 1948, con una delegazione di 12 atleti, di cui 2 donne, impegnati in 3 discipline, senza aggiudicarsi medaglie.